# Pim van de Meent
Gerard (Pim) van de Meent (Amsterdam, 20 november 1937 – aldaar, 13 oktober 2022) was een Nederlands profvoetballer en voetbaltrainer.

## Spelersloopbaan
Hij werd in Amsterdam geboren en groeide op in Den Haag. Als voetballer begon Van de Meent bij SVT, een club uit de afdeling Den Haag. In 1954 vertrok hij naar HSV Westerkwartier waar hij in 1958 werd aangetrokken door Scheveningen Holland Sport (SHS). Hij begon als amateur in het tweede elftal en kreeg begin april 1959 een profcontract. Hij kon daardoor de laatste zeven wedstrijden van het seizoen 1958/59 in de Eredivisie meedoen.
In de drie jaar dat hij voor SHS uitkwam, volgde hij de sportopleiding CIOS in Overveen. 
Hij behaalde in juli 1961 zijn diploma als sportleraar, sportmasseur en zweminstructeur.
In het seizoen 1961/62 speelde hij bij DOS waar hij in de Eredivisie nauwelijks aan bod kwam. Hij keerde terug naar de amateurs en koos voor het Haagse VUC. In 1963 kwam Van de Meent terug in het profvoetbal bij N.E.C. waar hij nog twee jaar speelde.

## Trainersloopbaan
Nadat hij gestopt was met voetballen werkte hij als sportleraar in een revalidatiecentrum. Bij de KNVB behaalde hij zijn trainersdiploma's en was eerst, en deels tegelijkertijd, werkzaam bij amateurverenigingen DWV, SV Huizen en LV Roodenburg. Met Huizen behaalde hij twee kampioenschappen en werd hij landskampioen bij de zaterdagamateurs. In 1969 werd hij aangesteld bij profclub PEC Zwolle maar werd in december 1970 ontslagen. In april 1971 was hij reeds gecontracteerd door SC Gooiland, maar die club verdween uit het profvoetbal. Hierop werd hij door Dé Stoop naar het in de Eredivisie spelende AFC DWS gehaald.
Van de Meent werkte als trainer het langst bij FC Amsterdam waarin DWS in 1972 opging. Hoogtepunten in die periode waren het bereiken van de 5de plaats in de eredivisie in het seizoen 1973/74, en een kwartfinale van de UEFA Cup in het seizoen 1974/75, waarin het team van Van de Meent, met spelers als Gerard van der Lem, Nico Jansen en Geert Meijer, onder meer Internazionale uit Milaan wist uit te schakelen.
Van 1978 tot 1980 trainde Van de Meent De Graafschap. Met de club werd hij in het eerste seizoen achtste in de Eerste divisie en won in het tweede seizoen een periodetitel maar De Graafschap wist in de nacompetitie niet te promoveren. Omdat hij het werken in Doetinchem niet kon combineren met zijn privéleven in Amsterdam keerde hij terug bij FC Amsterdam waar hij als voorwaarde stelde dat de club op een bijveld van het veel te grote Olympisch Stadion ging spelen. Met de club ging het steeds slechter en ook de verhouding tussen Van de Meent en voorzitter Stoop bekoelde.
In 1981 ging Van de Meent naar N.E.C. waarmee hij in 1983 uit de Eredivisie degradeerde maar wel de finale om de KNVB beker 1982/83 haalde die op 10 en 17 mei 1983 verloren werd van landskampioen Ajax (1-3, 1-3, totaalscore 2-6). Als bekerfinalist plaatste N.E.C. zich voor de Europacup II 1983/84. De in de Eerste divisie spelende Nijmeegse ploeg versloeg in de eerste ronde SK Brann uit Noorwegen en speelde in de tweede ronde tegen FC Barcelona. N.E.C. nam in de thuiswedstrijd een 2-0 voorsprong tegen Barcelona maar verloor alsnog met 2-3. De return werd met 2-0 verloren. Bij N.E.C., waar financieel de mogelijkheden beperkt waren, vertrok hij nadat de club in 1985 via de nacompetitie naar de Eredivisie promoveerde.
Van de Meent werd in 1985 trainer van het in de landelijke competitie spelende hoogste jeugdelftal van FC Den Haag waar Dé Stoop voorzitter was. In januari 1986 werd hij ad interim-trainer van MVV waar Cor Brom om medische redenen moest stoppen. Met MVV wist hij degradatie net niet te ontlopen, MVV werd zestiende van de achttien eredivisieclubs, het was het vijfde seizoen, waarin niet twee, maar drie clubs degradeerden (tot en met 1980/81 degradeerden twee clubs, vanaf 1981/82 degradeerden drie clubs). Hierna werd hij hoofdtrainer van FC Den Haag waarmee hij de finale om de KNVB beker 1986/87 na verlenging verloor van Ajax (2-4). In het seizoen 1987/88 vielen de resultaten tegen en was de verhouding tussen Van de Meent en voorzitter Stoop wederom bekoeld. Hij stapte in maart 1988 op en FC Den Haag zou later dat seizoen degraderen.

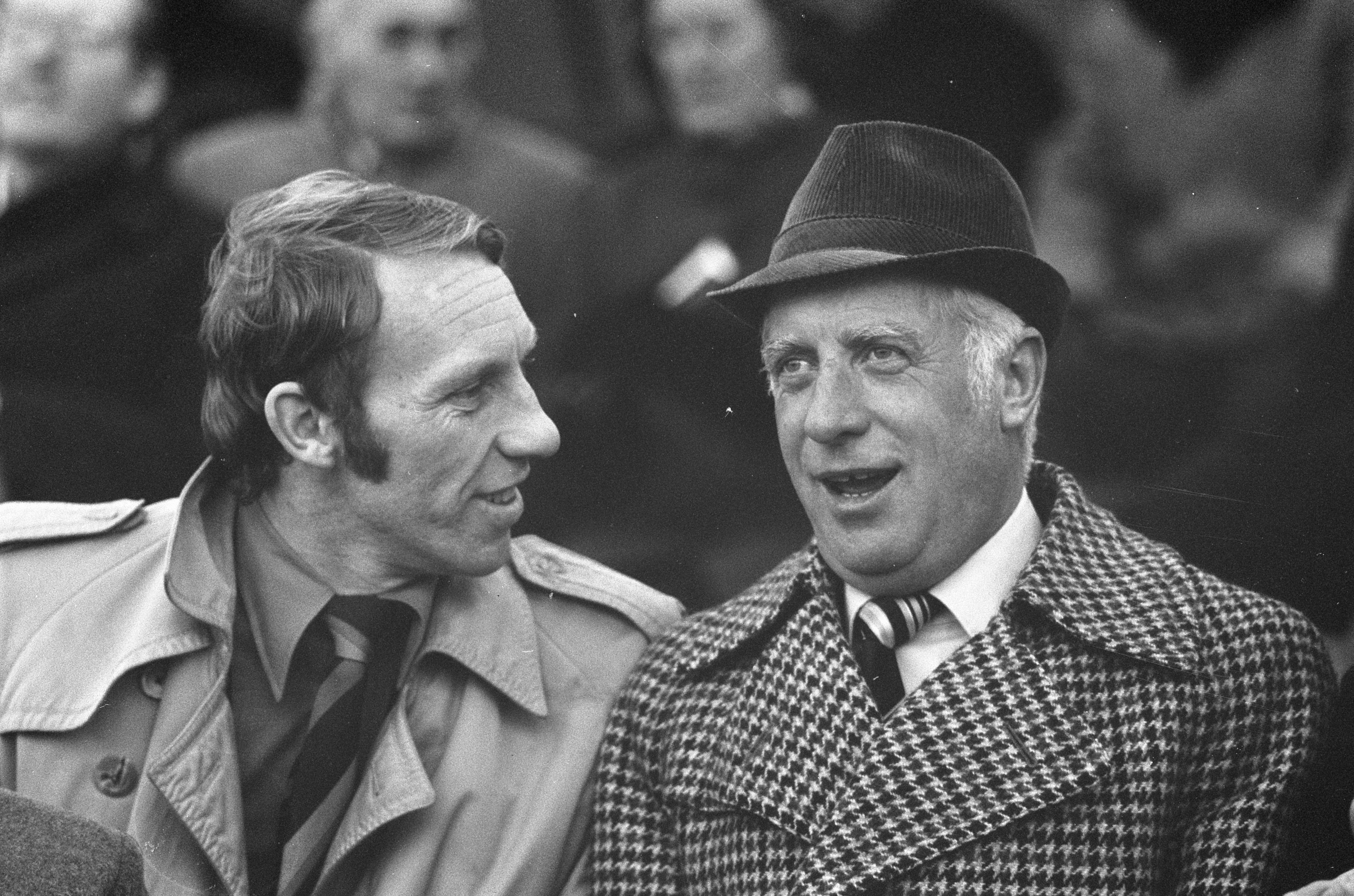
Van de Meent (links) en FC Amsterdam-voorzitter Dé Stoop (1974).

Vanaf eind jaren 1980 was hij actief betrokken bij AFC waar zijn zonen speelden. Zijn zoon Ronald speelde tussen 1990 en 2003, met een onderbreking van een jaar FC Utrecht en een jaar CD Numancia, in het eerste team en werd ook getraind door zijn vader. Hij verving viermaal de trainer van het eerste team en werd zelf ook eenmaal vervangen. Tussendoor was hij in het seizoen 1991/92 vanaf november trainer van HVV Hollandia wat hij, mede door een record van 18 gelijke spelen, in de Hoofdklasse wist te houden. Ook was hij bij AFC in meerdere periodes technisch manager en trainde hij lagere- en jeugdelftallen en was, samen met zijn vrouw, uitbater van het clubhuis.
Van de Meent overleed op 13 oktober 2022 op 84-jarige leeftijd.

## Clubstatistieken
| Seizoen | Club   | Land      | Competitie              | Competitie | Competitie | Beker | Beker | Internationaal | Internationaal | Overig | Overig | Totaal | Totaal |
| Seizoen | Club   | Land      | Competitie              | Wed.       | Dlp.       | Wed.  | Dlp.  | Wed.           | Dlp.           | Wed.   | Dlp.   | Wed.   | Dlp    |
| ------- | ------ | --------- | ----------------------- | ---------- | ---------- | ----- | ----- | -------------- | -------------- | ------ | ------ | ------ | ------ |
| 1958/59 | SHS    | Nederland | Eredivisie              | 7          | 0          | 3     | 0     | –              | –              | –      | –      | 10     | 0      |
| 1959/60 | SHS    | Nederland | Eerste divisie B        | 14         | 0          | –     | –     | –              | –              | –      | –      | 14     | 0      |
| 1960/61 | SHS    | Nederland | Eerste divisie B        | 2          | 0          | 0     | 0     | –              | –              | –      | –      | 2      | 0      |
| 1961/62 | DOS    | Nederland | Eredivisie              | 1          | 0          | 0     | 0     | –              | –              | –      | –      | 1      | 0      |
| 1962/63 | VUC    | Nederland | Tweede klasse A West II | ?          | ?          | 0     | 0     | –              | –              | –      | –      | ?      | ?      |
| 1963/64 | N.E.C. | Nederland | Tweede divisie B        | 10         | 0          | 2     | 0     | –              | –              | –      | –      | 12     | 0      |
| 1964/65 | N.E.C. | Nederland | Eerste divisie          | 3          | 0          | 0     | 0     | –              | –              | 0      | 0      | 3      | 0      |
| Totaal  | Totaal | Totaal    | Totaal                  | 37         | 0          | 5     | 0     | 0              | 0              | 0      | 0      | 42     | 0      |